# Narycia toxophragma
Narycia toxophragma är en fjärilsart som beskrevs av Edward Meyrick 1937. Narycia toxophragma ingår i släktet Narycia och familjen säckspinnare. Inga underarter finns listade i Catalogue of Life.